# William Whipple

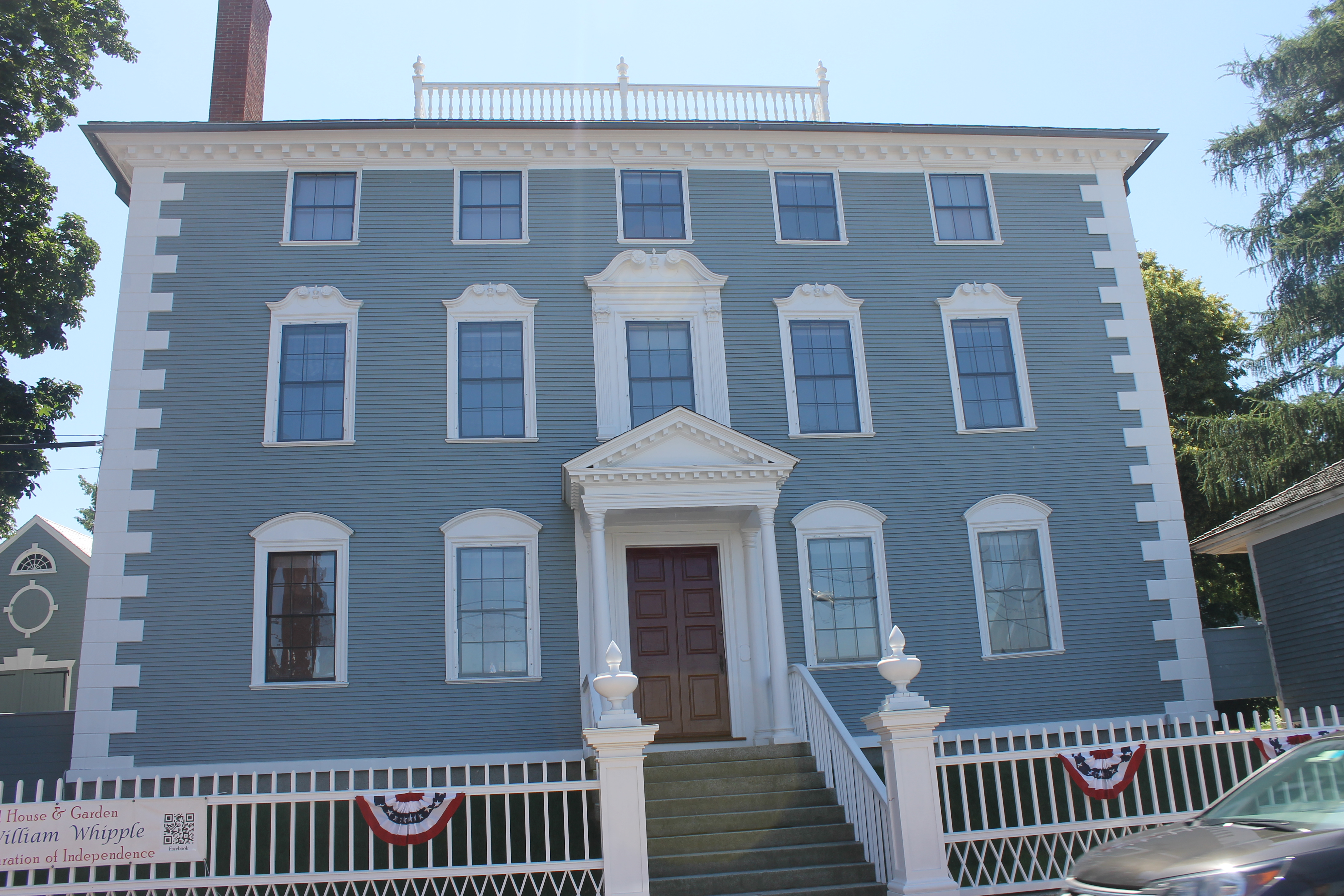
A Moffatt-Ladd, casa de William Whipple, em Portsmouth, New Hampshire

William Whipple Jr. (25 de janeiro de 1731 – 28 de novembro de 1785) foi um dos signatários da Declaração de Independência Americana como um representante de New Hampshire. Whipple foi membro do Congresso Continental de 1776 até 1779. Antes de se tornar um político, Whipple trabalhou como um capitão de navio e um mercador. Ele estudou na faculdade para se tornar um juiz. Whipple morreu de complicações cardíacas, em 1785, com 55 anos.

## Juventude e educação
Whipple nasceu em Kittery, no sul de Maine. Estudou para ser mercante, juiz e militar, até o dia que foi para o mar. Se tornou capitão de navio com 21 anos.Se casou com sua prima Catherine Moffatt em 1767. Eles se mudaram para a agora histórica Casa Moffatt-Ladd em Portsmouth, no ano de 1769.Tiveram um filho, William Whipple III, que morreu na infância.
Whipple foi um descendente de Samuel Appleton, um dos primeiros colonizadores em Ipswich, Massachusetts.

### Filiação maçônica
Whipple foi um membro ativo da Maçonaria. Ele foi um dos nove signatários da Declaração de Independência que eram maçons.

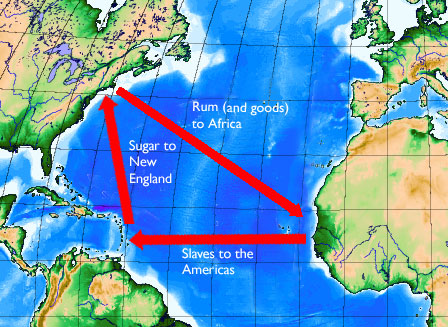
O triângulo comercial de Nova Inglaterra para as Índias ocidentais

### Tempo como marinheiro e comerciante
Whipple ganhou sua fortuna participando no Triângulo Comercial das Índias ocidentais e da África. Whipple tornou-se capitão, trabalhando com cargas como a madeira, o rum, e em pelo menos uma ocasião, escravos. Sua atividade de negociação pode ter sido principalmente confinada para as Índias. Em 1759, ele desembarcou em Portsmouth, New Hampshire, e em parceria com seu irmão, estabeleceu-se como comerciante.

## Carreira política
Whipple, um respeitado e confiável membro da sociedade, foi eleito para o Congresso Provincial de New Hampshire, antes de ser escolhido como representante de New Hampshire no Congresso Continental. Lá, Whipple foi um dos signatários da Declaração de Independência. Whipple foi nomeado para coletor de impostos de New Hampshire em 1782, por Robert Morris.

### Congresso Provincial
Em 1775, New Hampshire dissolveu o governo Real Britânico e organizou a Casa de Representantes e o Conselho Executivo conhecidos coletivamente como um Congresso Provincial. Em 1775, Whipple foi eleito para representar  Portsmouth, New Hampshire no Congresso Provincial que se reuniu em Exeter, New Hampshire. Whipple tornou-se um membro do Conselho e um membro do Comitê de Segurança.

### Congresso Continental
Whipple foi eleito para o Congresso Continental em 1776, servindo até 1779. Whipple assinou a Declaração de Independência, enquanto representava o estado de New Hampshire no Congresso Continental. Whipple foi o primo de segundo grau do companheiro signatário, Stephen Hopkins. Whipple tomou o seu dever patriótico a sério, e era conhecido em torno de New Hampshire pela sua confiabilidade e justiça. Em janeiro de 1776, Whipple escreveu para outros signatários, como Josiah Bartlett tratando do aproximar da convenção: "Este ano, meu Amigo, é grande, com poderosos eventos. Nada menos que o destino da América depende da virtude dos seus filhos, e se eles não têm a virtude suficiente para suportar a mais Gloriosa Causa, eles não merecem as bênçãos da liberdade." Depois de voltar da assinatura da Declaração da Independência, Whipple plantou a semente da castanha da índia próxima da sua casa, que cresceu em uma árvore, que ainda pode ser vista hoje, próximo a Casa Moffatt-Ladd.

A Declaração de Independência, por John Trumbull. Whipple é retratado sentado, o segundo do lado esquerdo, ao lado do seu amigo e também delegado de New Hampshire, Josiah Bartlett

## Vida pessoal

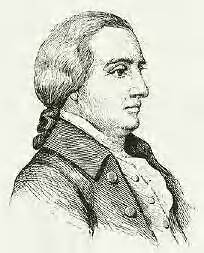
Whipple libertou seu escravo, Príncipe de Whipple, acreditando que nenhum homem podia lutar pela liberdade e mantendo outro no cativeiro.

Whipple era conhecido por suas crenças de que todos os homens foram criados iguais.

## Carreira militar
Whipple deu a sua primeira comissão pelo Congresso Provincial de New Hampshire em 1777. Em Saratoga, Whipple foi colocado no comando de uma brigada, composto por quatro regimentos de milícias, Whipple ordenou os regimentos Bellow, Chase, Moore e Welch. Como resultado de sua conduta meritória na Batalha de Saratoga, Whipple e o Coronel James Wilkinson, em seguida, foram escolhidos pelo Major-General Horatio Gates para determinar os termos de capitulação britânica com dois representantes do General John Burgoyne. Whipple assinou a Convenção de Saratoga e a efetiva desistência do General Burgoyne e suas tropas. Whipple fez parte do grupo de escolta de Burgoyne e seu exército, levados para Winter Hill, Somerville, Massachusetts. Whipple passou a notícia da vitória em Saratoga para o Capitão John Paul Jones, que informou Benjamin Franklin, que estava em Paris na época. A notícia da vitória provou-se valiosa para Franklin em suas negociações com os franceses durante a guerra. Em 1778, Whipple seguiu seu comandante, General John Sullivan para a Batalha de Rhode Island, onde ele comandou os Regimentos Evans, Peabody e a tropa de cavalaria leve Langdon. Os britânicos venceram a Batalha de Rhode Island. 

## Após a Revolução

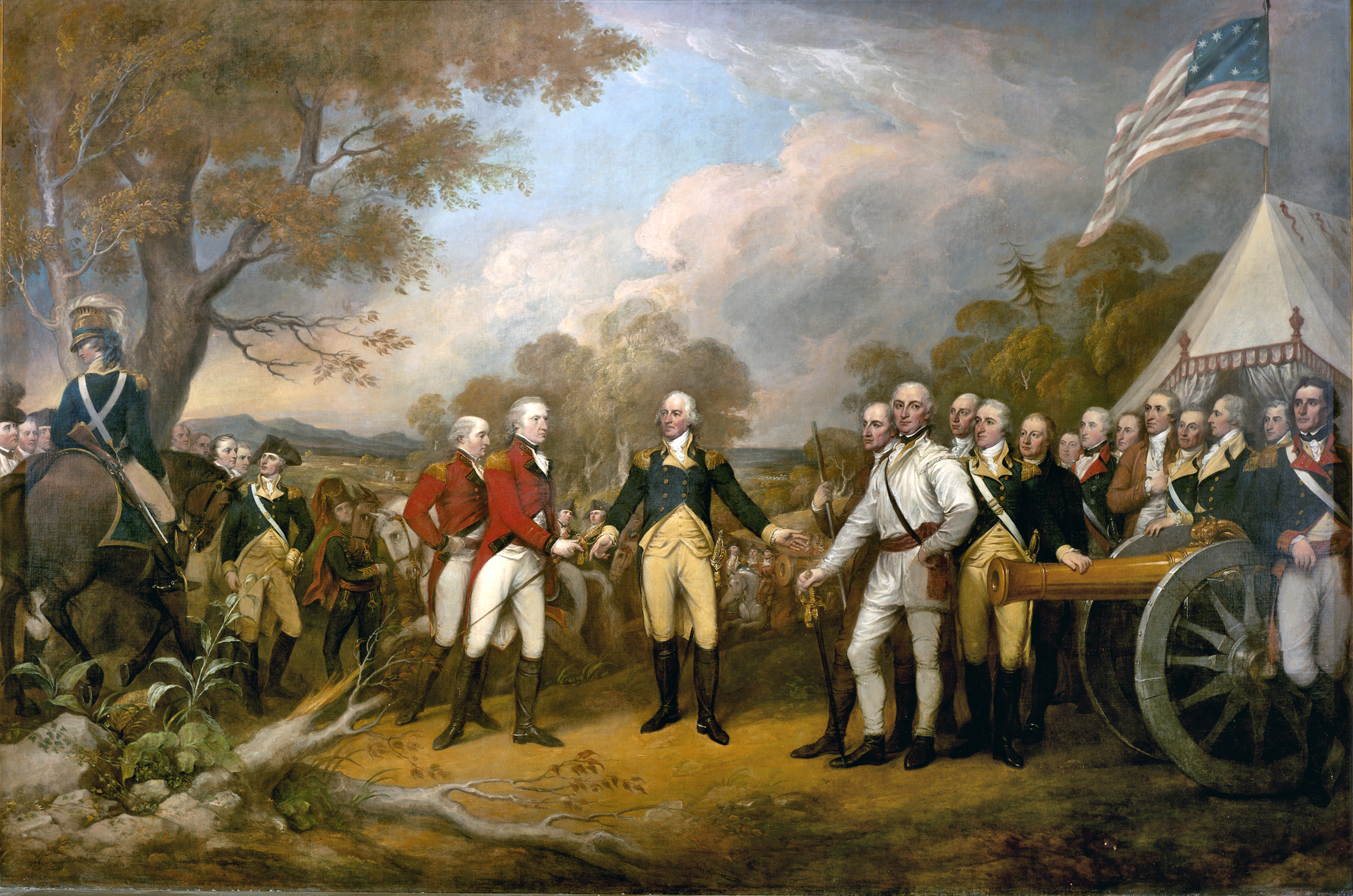
A Rendição do General Burgoyne por John Trumbull

Após a guerra, Whipple tornou-se um oficial de Justiça da Suprema Corte de New Hampshire. Ele sofria de uma doença cardíaca e morreu após um desmaio em cima de seu cavalo. Ele foi enterrado no Cemitério Norte Velho, em Portsmouth, New Hampshire. Em 1976, em conjunto com o Bicentenário Americano, sua lápide foi substituída por um novo memorial, feito por uma associação histórica local.

### A rendição do General Burgoyne
Pintado por John Trumbull em 1821, A Rendição do General Burgoyne é uma pintura a óleo retratando muitos dos principais agentes da Campanha de Saratoga. Nele, Whipple é retratado como o quinto da direita, de pé ao lado de um de seus companheiros de brigada, John Glover.